# 二郭一荘
二郭一荘（にかくいっそう、中国語: 二郭一莊）とは、日本プロ野球で活躍した郭源治、郭泰源、荘勝雄の3人の台湾出身投手を指す総称として、1980年代後半に用いられたことばである。
中華職業棒球大聯盟の成立する以前から日本球界で成功を収め、日本における台湾人プロ野球選手のパイオニアとなり、台湾では国民的英雄と並び称された。郭源治と荘は日本に帰化した。1988年に呂明賜が一時的に活躍すると、二郭一荘呂という言い方もされた。
2019年から2020年にかけ、台湾の野球殿堂、台湾棒球名人堂に3名とも選出された。
郭源治1981年、中日ドラゴンズに入団。先発と抑えを往来しつつ、日本球界では史上5人目となる100勝100セーブを記録した。2013年-2014年に中華職業棒球大聯盟の首席顧問を務めた。
郭泰源1985年、西武ライオンズに入団。最速158km/hの快速球で「オリエンタル・エクスプレス」の異名を取った。通算117勝は外国人枠が確立されて以降の外国人選手として最多である。後に野球台湾代表監督、2013年・2014年には福岡ソフトバンクホークスの一軍投手コーチに就任した。現在富邦ガーディアンズ顧問。
荘勝雄1985年、ロッテ・オリオンズに入団。先発にリリーフに、1980年代後半のロッテの主力投手として活躍。4年半での50勝到達は二郭より早く、台湾選手として最短。引退後も日本に残り、千葉ロッテマリーンズでコーチを10年以上にわたって務めた。